# Le Retour de Roscoe Jenkins
Pour plus de détails, voir Fiche technique et Distribution.
Le Retour de Roscoe Jenkins (titre original : Welcome Home, Roscoe Jenkins) est un film américain, écrit et réalisé par Malcolm D. Lee, produit et distribué par Universal Pictures, sorti en 2008. 
Le film met en scène les acteurs comme Martin Lawrence, Michael Clarke Duncan, Mike Epps, Mo'Nique, Cedric the Entertainer, Louis CK et James Earl Jones.

## Synopsis
Un animateur, enrichi par le succès de son talk-show, doit revenir dans sa famille, loin des paillettes de la télévision, pour feter l'anniversaire de mariage de ses parents. Un douloureux retour aux sources l'attend.

## Fiche technique
- Titre français : Le Retour de Roscoe Jenkins
- Titre original : Welcome Home, Roscoe Jenkins
- Réalisation : Malcolm D. Lee
- Scénario : Malcolm D. Lee
- Photographie : Greg Gardiner (en)
- Musique : David Newman
- Montage : George Bowers et Paul Millspaugh
- Société de production : Universal Pictures
- Producteurs : Scott Stuber (en), Mary Parent (en), Charles Castaldi
- Distribution : Universal Pictures
- Pays d'origine :  États-Unis
- Genre : Comédie
- Budget : 35 million $
- Box office : 43,650,785 $
- Durée : 114 minutes
- Dates de sortie : 
  -  États-Unis : 8 février 2008
  -  France : 19 mars 2008

## Distribution
- Martin Lawrence (V. F. : Julien Kramer) : Roscoe Jenkins
- Joy Bryant (V. F. : Laetitia Laburthe) : Bianca Kittles
- James Earl Jones (V. F. : Marc Cassot) : Roscoe Steven
- Margaret Avery (V. F. : Julie Carli) : Mama Jenkins
- Mike Epps (V. F. : Antoine Nouel) : Reggie Jenkins
- Mo'Nique (V. F. : Marie-Laure Beneston) : Betty Jenkins
- Cedric the Entertainer (V. F : Guillaume Orsat) : Clyde Stubbs
- Nicole Ari Parker (V. F. : Emmanuelle Rivière) : Lucinda Allen
- Michael Clarke Duncan (V. F. : Gilles Morvan) : Otis Jenkins
- Liz Mikel : Ruthie Jenkins
- Brooke Lyons(V. F. : Isabelle Volpe) : Amy
- Louis C.K. : Marty

Sources et légende : Version française (V. F.) sur Symphonia Films